# Giorgio Griffa

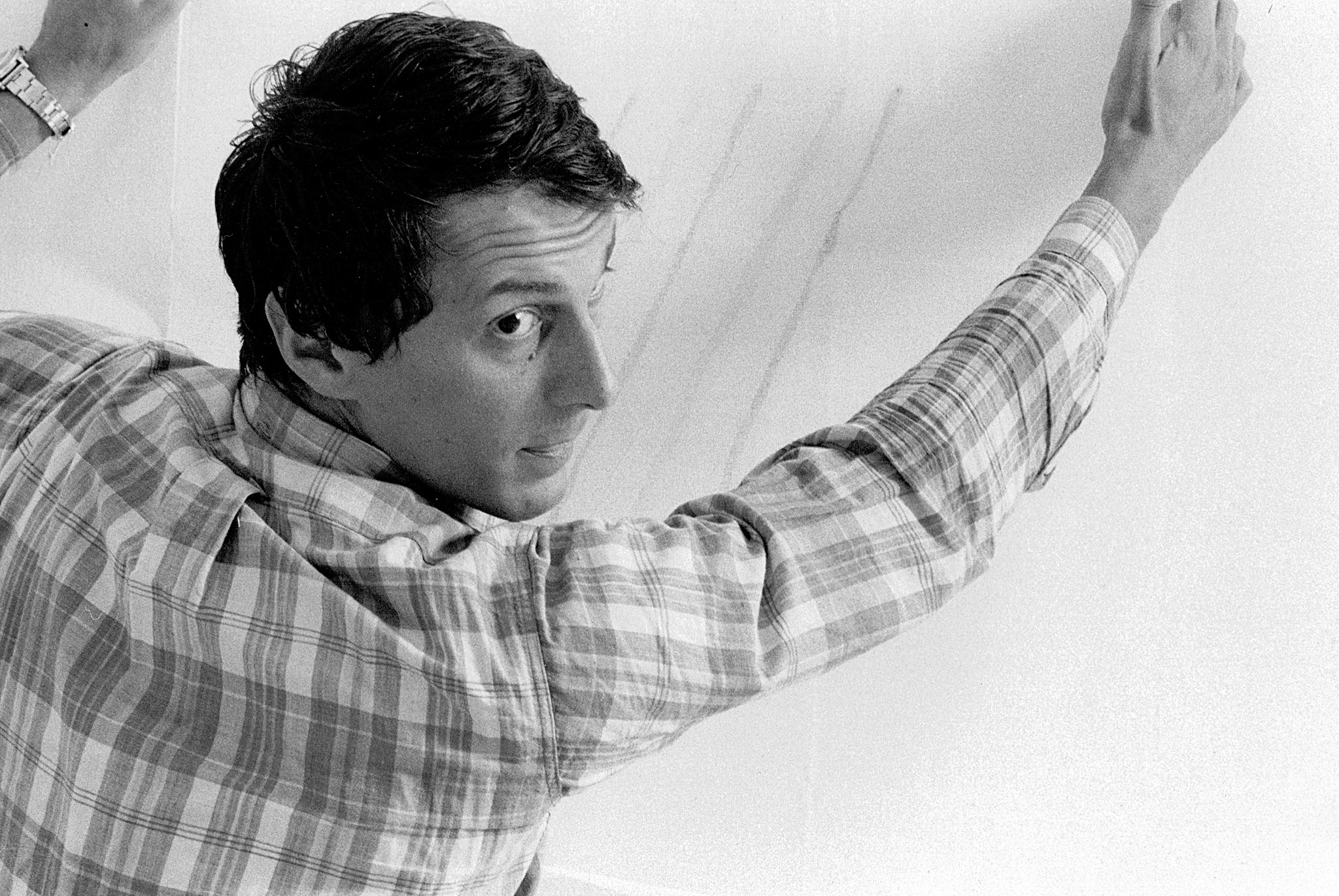
Giorgio Griffa (1970)

Giorgio Griffa (geboren 29. März 1936 in Turin) ist ein italienischer Maler.

## Leben
Giorgio Griffas abstrakte Kunst entwickelte sich in den 1960er Jahren aus dem Informel. Er wurde ferner von Pop-Art und Konzeptkunst beeinflusst. Zu jener Zeit wurde er einer der führenden Vertreter der modernen italienischen Malerei und wird auch der Arte Povera zugerechnet. Nach seinem Verständnis geschieht Malerei in der Interaktion zwischen dem Maler und dem Werk, das danach verlangt, gemalt zu werden. Griffas Werk zeichnet sich durch Zurückhaltung in Farben und Formen aus. Nach Aussage seiner Galeristen sind Griffas Werke „als Fragmente zu lesen, die den Raum der Leinwand strukturieren, aber auch – der Musik vergleichbar – die Zeit.“ So ähneln manche seiner Werke Partituren.
Als Malgrund bevorzugt er ungrundiertes Leinen, auf die Rahmung seiner Bilder verzichtet er.

## Ausstellungen (Auswahl)
- 1969: Avantgardeshow Prospekt, Düsseldorf
- 1970: Paris und New York, in den Galerien von Ileana Sonnabend
- 1973: Avantgardeshow Prospekt, Düsseldorf
- 1975: Kunstraum München
- 1978: Kunsthalle Düsseldorf
- 1978: Biennale Venedig